# マドリード-セビリア高速線

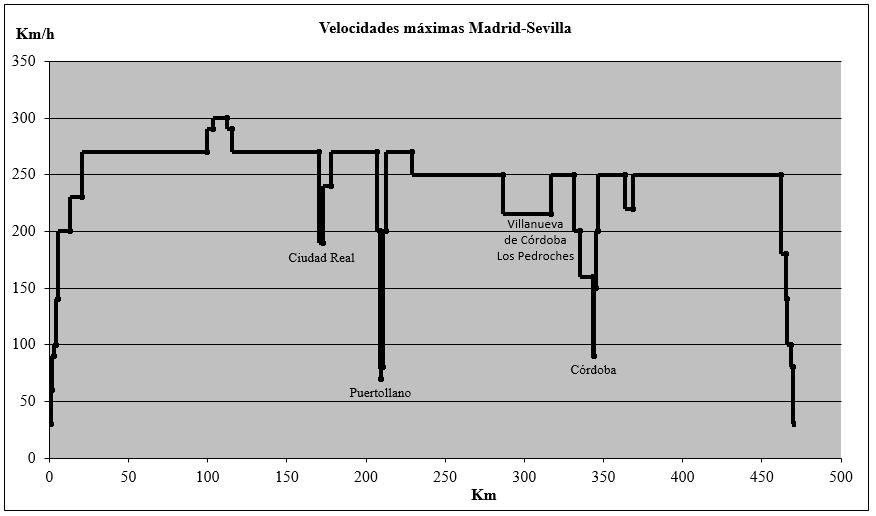
本路線の区間別最高速度

マドリード-セビリア高速線(スペイン語: Línea de alta velocidad Madrid-Sevilla)はスペインの首都マドリードとアンダルシア州の州都セビリア間472kmを結ぶ高速列車AVEなどが運行される高速鉄道路線である。この路線はスペイン初の高速鉄道路線として、1992年4月21日より最高速度300km/hで運行を開始し、両都市間の所要時間は約半分に短縮された。在来線直通用に軌間変更施設が設置され、軌間可変車両の乗り入れによって高速新線の時短効果がスペイン各地に及ぶように考慮されている。

## 路線経路
マドリードのアトーチャ駅を起点に、全線で31ヶ所の橋梁(合計9,845m)と17ヶ所のトンネル(合計16.03km)があり、カスティーリャ平野を横断している。トレドの南側では標高800mのシエラ・モレナ山脈を越え、ほぼ平地であるセビリアへ向かう。終点は本路線の開業約1年前に完成したセビリア＝サンタ・フスタ駅である。

## 施設
当路線は標準軌で建設されている。また、電化方式も今までのスペイン国内の電化方式である直流3,000Vに代わり、交流25,000Vが採用され、12ヶ所の変電設備により架線に電力が供給されている。
信号方式は1980年代にドイツで開発されICEなどが走行する高速新線で使用されているLZBがこの路線では採用されている。信号設備は今後、更新される予定である。沿線には追い越し用の駅と緊急用の駅が設置されている。緊急用の駅にも一般的なプラットホームが設置されており、緊急時には乗客を降車させバスなどに乗り移ることが出来るようになっている。
許容軸重は高速列車が17t、機関車が22.5t、客車が16tでUIC規格60kg/mレールとPC枕木、バラスト軌道が採用されている。軌道中心間隔は4.2mである。
マドリッドとコルドバの間の駅ホームは、ほとんどが在来線のホームを転用している。シエラモレナ山脈を超える部分では、本路線のすべてのトンネルとほとんどの高架橋が集積されているのが特徴であるが、高架橋の場合、その長さや高さで特筆すべきものはなく、長大トンネルもない。

## 歴史

### 起源と構造
1980年代、デスペニャペロス峠を超える路線は単線かつ急カーブ（半径300mから600m）にもかかわらず通過する列車の交通量が多く、アンダルシアへの鉄道交通のボトルネックとなっていたため、アンダルシアへの新鉄道アクセス(NAFA)と呼ばれる別のアクセスを建設することが決定された。当時、スペイン初の高速鉄道は、マドリード - バルセロナ - フランス国境間の路線が計画されていたが、NAFAはあらゆる種類の列車に開かれたルートであった。
NAFAの当初の計画では、マドリードとシウダー・レアルを結ぶ歴史的な路線のルートのかなりの部分を利用して、アルコレアとヘタフェの間にイベリアゲージ(1,668 mm)の新線を建設し、列車は既存の線路に沿って運行することになっていた。1986年10月11日にスペイン政府は輸送力が飽和状態にあるマドリード・セビリア間に新たな鉄道新線を建設することを決定した。
1981年にパリ - リヨン間の高速鉄道(410km)が開通し、その後の数年間で徐々に成功を収めたことで、開始されたインフラの建設設計において基準を変更することの利便性を考えるようになった。これらの理由から、1987年12月9日、閣僚会議は、新しいインフラを高速路線規格で、他のヨーロッパ諸国で主流の軌間である1,435mmで建設することを決定した。
1988年にヘタフェ - ビリャセカ間の工事が始まったが、その直後に工事中止の命令が下された。1988年12月9日、NAFAを含む新線を標準軌(1,435 mm)で建設することが決定され、すでに建設中だったこのプロジェクトは、レンフェの在来線を使ってアンダルシアの他の地域に列車を直通させることができなくなってしまった。そのため、万博のためにセビリアまでの路線を継続して建設することになり、マドリードへのアクセスを新設する必要が出てきた。このようにして、NAFAにマドリード - セビリアの高速線が加わった。
1988年2月25日に24編成のAVE用高速列車編成の国際入札が行われ、最終的にはフランスのアルストムが落札した。スペインからはLa Maquinista Terrestre y Marítima、Aplicaciones Técnicas e Industriales (Ateinsa)、CAFが参加した。そのため、初代AVEの編成(レンフェ100系)はTGV Atlantiqueがベースとなっている。同年12月23日に発注され、1991年10月10日に受領している。
1989年3月16日に本路線の着工が命じられ33ヶ月の期間で実施された。実際はそれより短期間の24ヶ月で建設されている。1989年10月2日、新線に最初の線路が敷かれた。この新線の建設は、スペインの鉄道工学にとって大きな挑戦だった。主な工事は、他のルートに比べてはるかに複雑な地形のアルクディア山地とシエラ・モレナ山脈の山中で行われた。また、この路線の建設に伴い、マドリッド、シウダー・レアル、プエルトリャノ、コルドバ、セビーリャといった通過する主要都市の鉄道施設を整備する必要が生じ、多くの場合、新しい駅の建設や幹線鉄道網の再編成が行われた。

### サービス開始と進化
1992年4月14日、セビリア万国博覧会に合わせて、本路線が開通した。万博開催期間中はサンタ＝フスタ駅手前より分岐線が設けられ、仮設駅が設置された。開業から1週間後の4月21日には、マドリッド、セビーリャ、コルドバ、プエルトリャノ、シウダー・レアルの各都市を結ぶ1日6便の営業運転が開始された。同年10月には、マドリードとカスティーリャ・ラ・マンチャの2都市を結ぶ「AVEランサデラ」の運行が開始された。運行開始初年度の乗客数が130万人だったのが、1999年には500万人にまで増加し、大成功を収めた。
1993年1月には「タルゴ200 マドリード - マラガ」が運行開始し、コルドバまで本路線で到達し、コルドバで軌間を変更した後、在来線経由でマラガへ結ばれた。同年4月23日には、356.8km/hというAVEのスピード記録を達成。この年の半ばには、マハラビーケの軌間変更施設で軌間を変更する列車による「タルゴ200マドリード - カディス」と「タルゴ200 マドリード - ウエルバ」サービスが開始された。1994年には、長距離列車AVEで時速300kmの商業運転が開始され、マドリード - セビリア間の所要時間が40分短縮された。
1999年、レンフェは「タルゴ200 マドリード - アルヘシラス」サービスを開始した。その後、スペインの高速鉄道計画は再編成され、すでに進められていた工事の一部が強化された。これに関連して、2003年にタルゴ200の「マドリード - カディス」、「マドリード - ウエルバ」、「マドリード - アルへシラス」のサービスがアルタリアと改称された。コスタ・デル・ソルに高速鉄道を導入するために、コルドバ - マラガ間の高速路線の建設が行われ、2007年には運行が開始された。
2005年1月、旧RENFEがRENFE OperadoraとAdifに分割されたことにより、本路線は後者の管理下に置かれた。
2014年3月には、プエルトリャノとコルドバの間に新駅ヴィラヌエバ・デ・コルドバ＝ロス・ペドロチェス駅が開業し、ヴィラヌエバ・デ・コルドバと周辺地域への高速サービスが提供された。2015年10月にはイベリアゲージのまま複線電化（直流3kV、後に交流25kV 50Hzに変更予定）したセビリア - カディス高速線が開通した。2019年6月26日には、コルドバ - マラガ高速線から分岐するアンテケラ - グラナダ高速線が開業した。
2020年5月には、ERTMSシステムの導入プロセスが再開され、新システムへの移行期間は約52ヶ月と推定されている。2020年はCOVID-19パンデミックの影響で乗客数の年間平均は110万人と落ち込んだが、その前には、乗客数の年間平均は350万人となっていた。

## 他の交通機関からの転移
高速新線の開業によってマドリード・セビリア間の輸送シェアに占める鉄道の割合が急速に高まった。1991年と1994年を比較して航空輸送の割合は40%から13%に、バスや自動車も44%から36%に低下したが、鉄道は16%から51%にシェアを伸ばしている。全体の交通量も35%増加したとされている。高速鉄道対航空に限定すると、2017年のマドリッド-セビリア間の年間移動者数は高速鉄道が329万人、92.2%を占め、航空機での移動者数は29万6250人となっており、さらに鉄道がシェアを伸ばしたといえる。

## この路線で運行される列車
| 列車種別           | <<                                   | >>                         | 途中停車駅 | 使用車両          | 所要時間                                                         |
| ------------------ | ------------------------------------ | -------------------------- | --- | ----------------- | ---------------------------------------------------------------- |
| AVE                | マドリード＝プエルタ・デ・アトーチャ | セビリア＝サンタ・フスタ   | シウダー・レアル、プエルトリャノ、コルドバ | 100系/102系/112系 | 2時間35分                                                        |
| AVE                | マドリード＝プエルタ・デ・アトーチャ | セビリア＝サンタ・フスタ   | コルドバ | 100系/102系/112系 | 2時間30分                                                        |
| AVE                | マドリード＝プエルタ・デ・アトーチャ | セビリア＝サンタ・フスタ   | 無停車 | 100系/102系/112系 | 2時間20分                                                        |
| AVE                | マドリード＝プエルタ・デ・アトーチャ | マラガ＝マリア・サンブラノ | シウダー・レアル、プエルトリャノ、コルドバ、プエンテ・ヘニル＝エレラ、アンテケラ＝サンタ・アナ                                                                       | 102系/103系       | 2時間50分                                                        |
| AVE                | マドリード＝プエルタ・デ・アトーチャ | マラガ＝マリア・サンブラノ | コルドバ | 102系/103系       | 2時間30分                                                        |
| AVE                | マドリード＝プエルタ・デ・アトーチャ | マラガ＝マリア・サンブラノ | 無停車 | 102系/103系       | 2時間20分                                                        |
| AVE                | マドリード＝プエルタ・デ・アトーチャ | グラナダ                   | シウダー・レアル、プエルトリャノ、コルドバ、アンテケラ＝サンタ・アナ、ロハ                                                                                           | 102系/112系       | 3時間15分                                                        |
| AVE                | バルセロナ・サンツ                   | セビリア＝サンタ・フスタ   | カンプ・ダ・タラゴナ、リェイダ・ピリネウス、サラゴサ-デリシアス、シウダー・レアル、プエルトリャノ、コルドバ                                                          | 112系             | 5時間30分 マドリード＝バルセロナ高速線および本路線への短絡線経由 |
| AVE                | バルセロナ・サンツ                   | マラガ＝マリア・サンブラノ | カンプ・ダ・タラゴナ、リェイダ・ピリネウス、サラゴサ-デリシアス、シウダー・レアル、プエルトリャノ、コルドバ、プエンテ・ヘニル＝エレラ、アンテケラ＝サンタ・アナ      | 112系             | 5時間45分 マドリード＝バルセロナ高速線および本路線への短絡線経由 |
| AVE                | バレンシア＝ホアキン・ソローリャ     | セビリア＝サンタ・フスタ   | クエンカ＝フェルナンド・ソベル、シウダー・レアル、プエルトリャノ、コルドバ                                                                                           | 112系             | 3時間50分 マドリード＝レバント高速線および本路線への短絡線経由   |
| Avant              | マドリード＝プエルタ・デ・アトーチャ | プエルトリャノ             | シウダー・レアル | 104系             | 1時間13分                                                        |
| Avant              | マドリード＝プエルタ・デ・アトーチャ | トレド                     | 無停車 | 104系             | 30分                                                             |
| Avant              | セビリア＝サンタ・フスタ             | マラガ＝マリア・サンブラノ | コルドバ、プエンテ・ヘニル＝エレラ、アンテケラ＝サンタ・アナ | 104系             | 1時間55分                                                        |
| Av City            | マドリード＝プエルタ・デ・アトーチャ | セビリア＝サンタ・フスタ   | シウダー・レアル、プエルトリャノ、ヴィラヌエバ・デ・コルドバ＝ロス・ペドロチェス、コルドバ                                                                           | 104系             | 2時間50分                                                        |
| 軌間変更を伴う列車 |                                      |                            | |                   |                                                                  |
| Alvia              | マドリード＝プエルタ・デ・アトーチャ | カディス                   | シウダー・レアル、プエルトリャノ、コルドバ、セビリア＝サンタ・フスタ、ヘレス・デ・ラ・フロンテラ、プエルト・デ・サンタ・マリア、サン・フェルナンド＝バイーア・スル駅 | 130系             | 4時間13分 マハラビーケにて軌間変更                               |
| Alvia              | マドリード＝プエルタ・デ・アトーチャ | ウエルバ                   | コルドバ、パルマ・デル・コンダド | 120系             | 3時間40分 マハラビーケにて軌間変更                               |
| Altaria            | マドリード＝プエルタ・デ・アトーチャ | アルヘシラス               | シウダー・レアル、プエルトリャノ、ヴィラヌエバ・デ・コルドバ＝ロス・ペドロチェス、コルドバ、アンテケラ＝サンタ・アナ、ロンダ                                         | Talgo VII         | 5時間13分 アンテケラ＝サンタ・アナにて軌間変更                   |